# Hunzenschwil
Hunzenschwil é uma comuna da Suíça, no Cantão Argóvia, com cerca de 2.719 habitantes. Estende-se por uma área de 3,27 km², de densidade populacional de 831 hab/km². Confina com as seguintes comunas: Gränichen, Rupperswil, Schafisheim, Suhr.
A língua oficial nesta comuna é o Alemão.